# احتجاجات مرصد الثلاثين مترا
احتجاجات مرصد الثلاثين متر هي سلسلة من الاحتجاجات والمظاهرات التي بدأت في جزيرة هاواي في الولايات المتحدة لاختيار مونا كيا كموقع لموضع مرصد الثلاثين متر. يعتبر مونا كيا من قبل بعض سكان هاواي أقدس جبل في ديانة وثقافة هاواي الأصلية. لم يفلح ممارسو الثقافة من سكان هاواي الأصليين مرارًا في إثبات أن هذه الممارسات تسبق عام 1893، الذي يمثل عتبة الحماية بموجب قانون ولاية هاواي. وقد بدأت الاحتجاجات محليًا في ولاية هاواي في 7 أكتوبر، 2014 ولكنها أصبحت عالمية خلال أسابيع بعد اعتقال (2 أبريل، 2015) 31 شخصًا من الذين حاصروا الطريق لإبقاء كوادر البناء بعيدة عن القمة.
مرصد الثلاثين متر هو مقراب عاكس كبير بمرآة مجزأة مبني على الأرض أُنشئ من تحديد أولويات علماء الفلك عام 2000 لبناء مرصد الثلاثين متر خلال عقد من الزمن. وأُعلن عام 2009 أن مونا كيا هي الموقع الأفضل لمرصد الثلاثين متر. ثم بدأت معارضة المشروع بعد الإعلان بفترة قصيرة عن اختيار موقع مونا كيا من بين 5 مواقع مقترحة. وبينما كانت المعارضة ضد المراصد الفلكية في مونا كيا مستمرة منذ أول مرصد، والذي بني من قبل جامعة هاواي، فقد يكون هذا الاحتجاج هو الأكثر صخبًا.
كان من المقرر إكمال المشروع بحلول عام 2024، ومتزامنًا تقريبًا مع مرصد كبير للغاية بطول 39 مترًا كان يبنى في تشيلي؛ وبالرغم من ذلك، في 2 ديسمبر 2015، أبطلت المحكمة العليا في هاواي تصاريح بناء مرصد الثلاثين متر. وحكمت المحكمة بأن حق الإجراء العادل لم يُتَّبع. وأزالت مؤسسة مرصد الثلاثين متر جميع معدات البناء والمركبات من مونا كيا، وأعادت التقديم للحصول على تصريح من جديد، بقصد احترام حكم المحكمة العليا. ومُنح هذا في 28 سبتمبر، 2018. وفي 30 أكتوبر، 2018 صادقت المحكمة على تصريح البناء الجديد.
أظهرت استطلاعات الرأي بثبات أن أغلبية المصوتين في هاواي يؤيدون بناء المرصد بهامش أكثر من 2 إلى 1، تشمل أغلبية المصوتين المسجلين وأصحاب الأعمال المحلية في جزيرة هاواي، حيث يقع مونا كيا. وهناك أيضًا تأييد ملحوظ وسط سكان هاواي الأصليين، مع إظهار استطلاعات الرأي نسبة تأييد أقل من 39% للمشروع عام 2016 وحوالي 79% عام 2019. ومن ضمن المؤيدين الأصليين البارزين من سكان هاواي بيتر أبو، الوصي الحالي لمكتب شؤون هاواي، وكذلك الأستاذ البارز في جامعة هاواي وعالم الفلك الراحل د.بيتر كولمان الذي دوَّن عام 2015 أن «سكان هاواي مرتبطون جدًا بعلم الفلك، ولا أستطيع بأي امتداد للخيال أن أعتقد أن مرصد الثلاثين متر هو شيء لم يكن أسلافنا ليتمسكوا به ويتبنوه» في يوليو 2019، تجمع 300 متظاهر مؤيدين لمشروع مرصد الثلاثين متر خارج مبنى برلمان ولاية هاواي في هونولولو.

## خلفية

### تطوير مراصد مونا كيا
بعد دراسة صور برنامج أبولو لناسا والذي احتوى على تفاصيل أكبر من أي مرصد أرضي، بدأ جيرارد كويبر بالبحث عن موقع جاف لدراسات الأشعة تحت الحمراء. وبينما بدأ بحثه في تشيلي، قرر أيضًا إجراء اختباراته في جزر هاواي. وكانت الاختبارات على هاليكالا في جزيرة ماوي واعدة ولكن الجبل كان منخفضًا جدًا في طبقة الانقلاب وغالبًا ما يكون مُلبدًا بالغيوم. ويعتبر مونا كيا أعلى جبل جزيرة في العالم. على «الجزيرة الكبيرة» في هاواي، بقياس ما يقارب 33,000 قدمًا من قاعدة عميقة في المحيط الهادئ. وبينما تكون القمة مغطاة بالثلوج غالبًا ويكون الهواء جافًا جدًا. بدأ كويبر بالبحث في إمكانية وجود مرصد على مونا كيا. وبعد الاختبار، اكتشف أن الرطوبة كانت مثالية لإشارات الأشعة تحت الحمراء. وأقنع المحافظ جون برنز بإزالة الطريق الترابي إلى القمة حيث بنى مرصدًا صغيرًا على بو بولي اهو، وهي قمة مخروط رماد. وكانت القمة هي ثاني أعلى قمة على الجبل والقمة الأعلى كانت الأرض المقدسة، لهذا تجنبها كوبير.
حاول كوبير لاحقًا جذب ناسا إلى تمويل منشأة أكبر مع مرصد كبير، يشمل السكن والأبنية الضرورية الأخرى. وقررت ناسا بدورها جعل المشروع مفتوحًا للمنافسة. فقدم أستاذ الفيزياء جون جيفيريز من جامعة هاواي عرضًا نيابة عن الجامعة. وكان جيفيريز قد اكتسب سمعته من خلال مشاهداته في مرصد قمة ساكرامنتو. كان العرض لمرصد بطول مترين ليخدم كلًا من احتياجات ناسا والجامعة. وفي حين أن المراصد الكبيرة لم تكن تُمنح عادة للجامعات من دون علماء فلك مرموقين، مُنح العقد إلى جيفيريز وجامعة هاواي، ما أغاض كويبر الذي شعر بأنه «جبله» وأنه «سُرق منه». تخلى كويبر عن موقعه (أول مرصد على مونا كيا) وعن المنافسة ويبدأ العمل في أريزونا في مشروع مختلف لناسا. وبعد اختبارات كبيرة من قبل فرق جيفيريز، تم تحديد أفضل المواقع والتي كانت بالقرب من القمة في أعلى مخروط الرماد. وقد حددت الاختبارات أيضًا مونا كيا على أنه ممتاز للمشاهدة في وقت الليل بسبب الكثير من العوامل التي تتضمن الهواء، رياحًا تجارية ثابتة وإحاطته من قبل البحر. ومع موافقة ولاية هاواي لبناء طريق أمين لكافة الأحوال الجوية إلى القمة بنى جيفيريز مرصدًا بطول 2.24 مترًا. بدأ البناء عام 1967 ورأى النور لأول مرة عام 1970.

### معارضة المرصد
بالرغم من أن أغلبية المقيمين في هاواي يؤيدون مرصد الثلاثين متر، فقد وُجدت المعارضة لهذا المشروع ولمراصد أخرى منذ عام 1964. فالمحافظ والسلطة التشريعية في هونولولو متحمسون بشأن التطوير، وتوفير منطقة أكبر حتى للمرصد ما تسبب بمعارضة مدينة هيلو. واعتقد سكان هاواي الأصليون أن كل الموقع مقدس وأن تطوير الجبل سوف يفسد المنطقة، حتى لو كان لغرض العلم. وكان البيئيون قلقين حول تجمعات لطائر أصلي نادر وكان مواطنون آخرون مهتمين بشأن منظر القبب من المدينة.
وباستخدام اجتماعات قاعة المدينة، استطاع جيفيريز التغلب على المعارضة عن طريق وزن الميزة الاقتصادية والهيبة التي ستتلقاها الجزيرة. على مر السنوات، أصبحت المعارضة للمراصد مثالًا مرئيًا أكثر للخلاف الذي واجهه العلم بخصوص الوصول واستعمال المواقع المعينة البيئية والثقافية. وقد نمت معارضة التطوير بعد البدء بتوسيع المراصد بفترة قصيرة. حينما افتتح منفذ من الطريق إلى القمة، بدأ المتزلجون استخدامه للتسلية واعترضوا عندما تم إغلاق الطريق كإجراء وقائي ضد التخريب عندما كانت المراصد تبنى. وأعرب الصيادون عن قلقهم وكذلك فعلت جمعية أودوبون الوطنية في هاواي الذين كانوا مسنودين من قبل المحافظ جورج أريوشي.
اعترضت جمعية أودوبون الوطنية على المزيد من التطوير على مونا كيا بسبب مخاوف بخصوص موطن طائر الباليلا المهدد بالانقراض، وهو نوع مستوطن في أجزاء معينة فقط من هذا الجبل. وآخر العصافير ذات المنقار الباحثة عن العسل الموجودة على الجزيرة. وقد قتل أكثر من 50 بالمئة من أنواع الطيور الأصلية بسبب خسارة الموطن للمستوطنين الغربيين الأوائل أو إدخال أنواع غير أصلية تنافس على الموارد. وقد أعرب الصيادون والرياضيون عن مخاوفهم بخصوص تأثُّر صيد الحيوانات المتوحشة بسبب عمليات المرصد. ولم يتم إثبات دقة أي من هذه المخاوف.
وقد ألهم انتشار المراصد حركة «إنقاذ مونا كيا» التي عارضت معتقدة أن تطوير الجبل يعتبر عملًا تدنيسيًا. وعارضت المجموعات غير الربحية الأصلية في هاواي مثل كاهيا التطوير في مونا كيا باعتباره مساحة مقدسة لديانة هاواي، وكانت أهدافهم حماية الإرث الثقافي والبيئة. وفي يومنا هذا، يستضيف مونا كيا أكبر موقع في العالم لمشاهدات المرصد في علم فلك الأشعة تحت الحمراء وعلم فلك دون المليمتر. الأرض نفسها محمية بقانون الحفظ التاريخي للولايات المتحدة بسبب أهميتها لثقافة هاواي ولكن مع ذلك سُمِحَ بالتطوير.